# Baía de Hughes

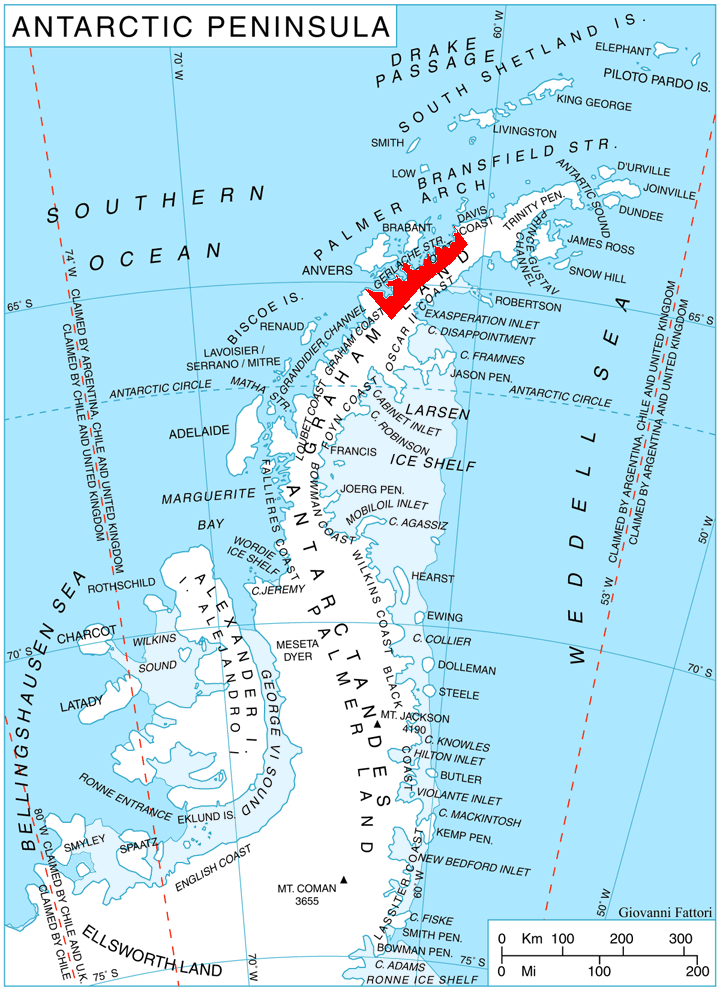
Localização da Costa de Danco.

A Baía de Hughes é uma baía de 42 km de largura indentando por 20 km a Costa de Danco no lado oeste da Terra de Graham, Antártica, situada ao sul da [[Península
Chavdar]] e ao norte da Península Pefaur (Ventimiglia), e que entra pelo meio do Cabo Sterneck e do Cabo Murray.
A Baía de Hughes foi a primeira localidade na terra principal da Antártica que o homem já colocou o pé sobre, a saber caçadores de foca dos EUA na embarcação de caça às focas
Cecilia sob o comando do Capitão John Davis que atracou na baía em 7 de fevereiro de 1821.
O nome apareceu em mapas por mais de 100 anos e celebra Edward Hughes, mestre da Sprightly. Sprightly foi uma embarcação de caça às focas, de
propriedade da companhia baleeira londrina Samuel Enderby & Sons, que explorou esta área em 1824-25.